# Maizières-lès-Vic

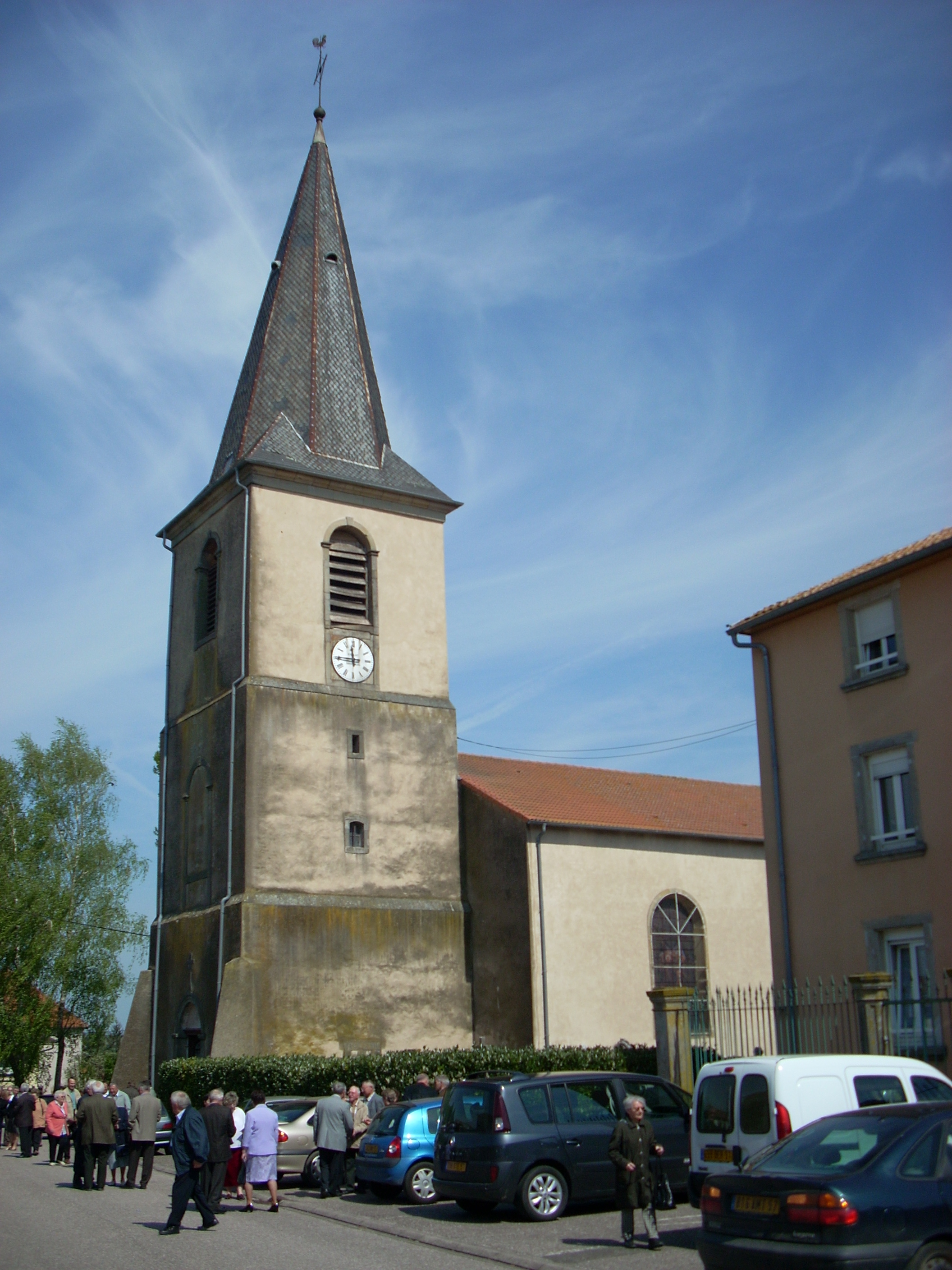
Chiesa

Maizières-lès-Vic è un comune francese di 486 abitanti situato nel dipartimento della Mosella nella regione del Grand Est.

## Società

### Evoluzione demografica
Abitanti censiti